# Procuraties

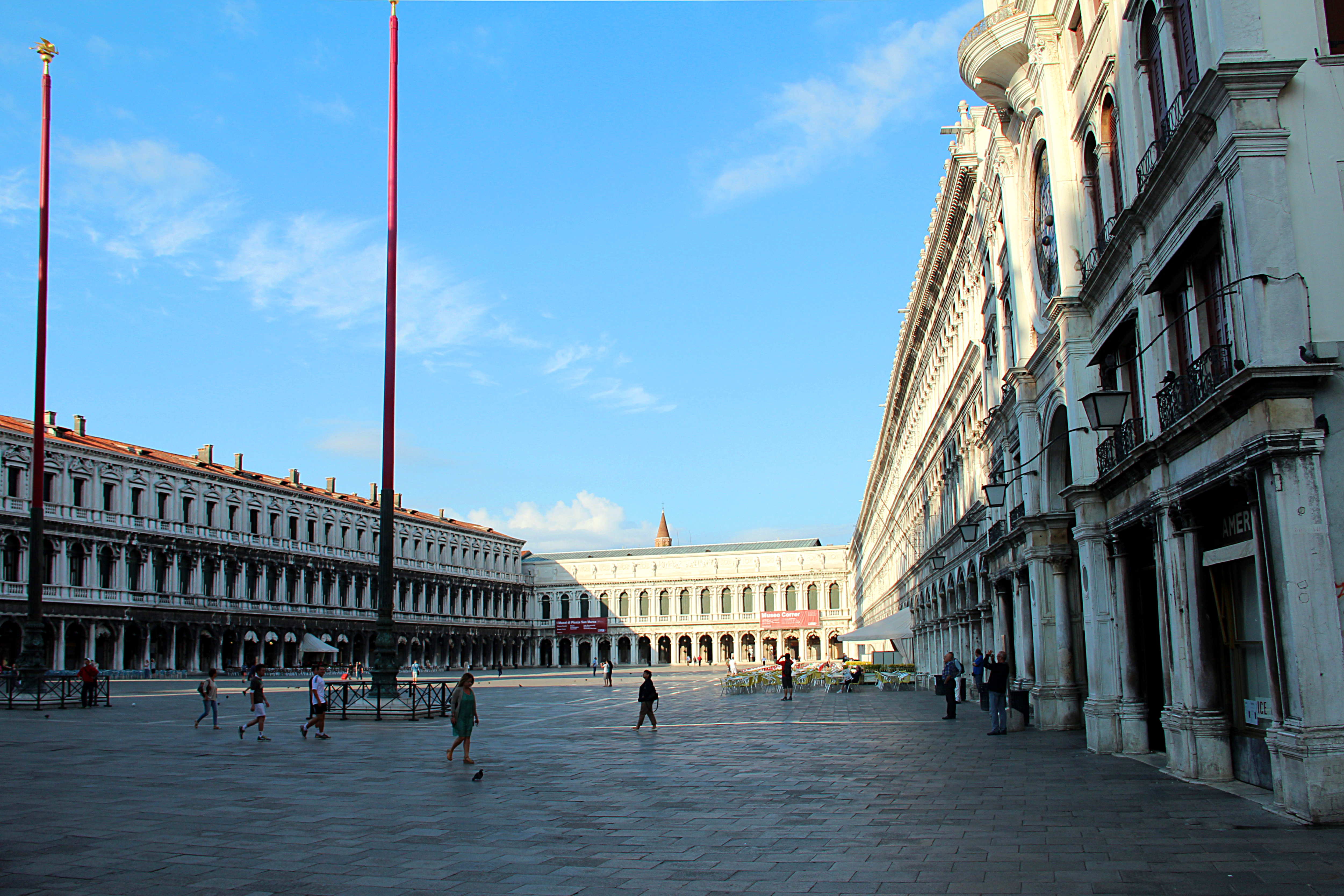
Vue des Procuraties, sur la place Saint-Marc : à gauche les Procuratie Nuove, au milieu l'aile napoléonienne (Ala napoleonica) et au nord les Procuratie Vecchie.

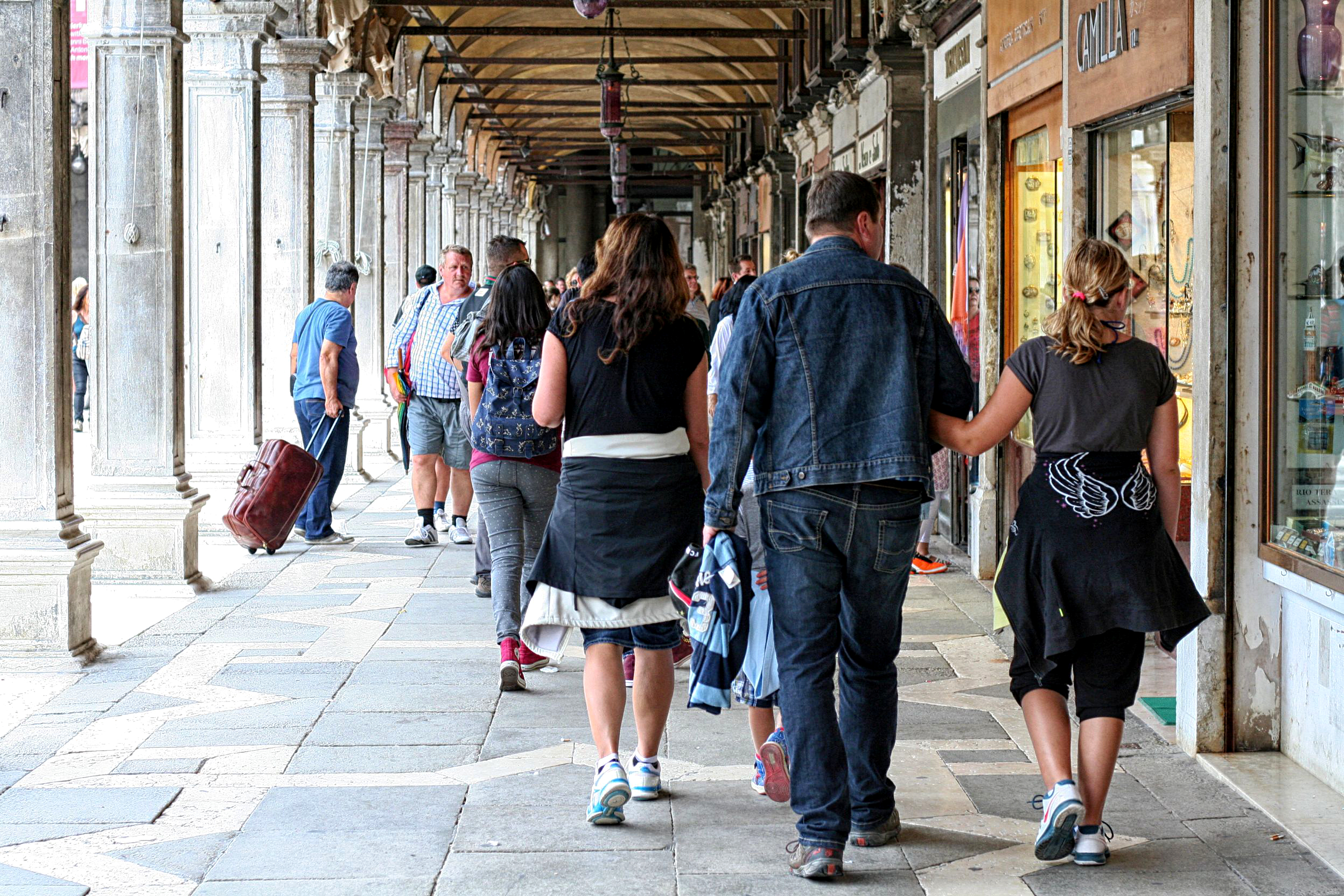
Galerie des Procuratie Vecchie sur la place Saint-Marc à Venise.

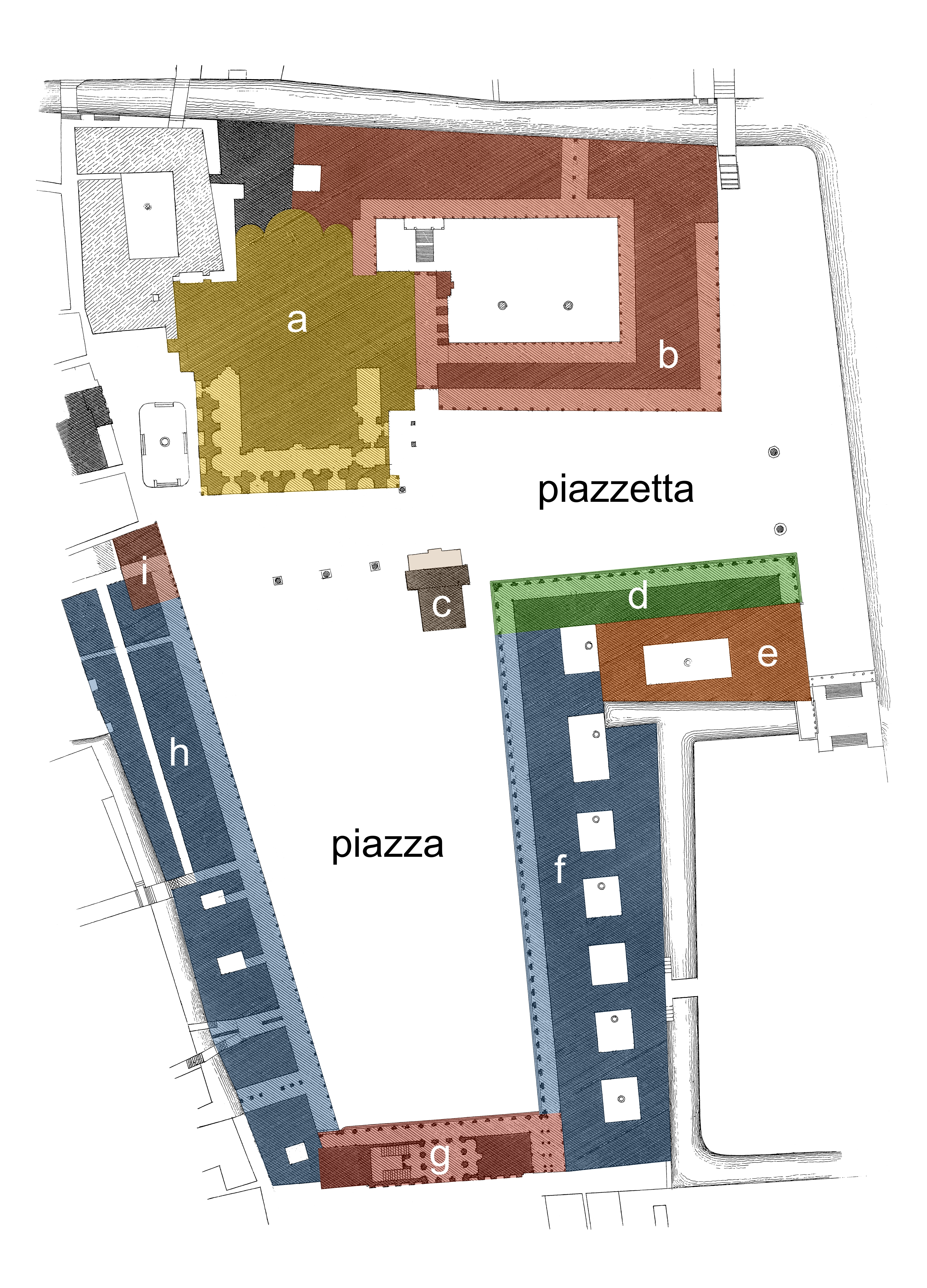
Plan de la place Saint-Marc.

Les Procuraties sont trois bâtiments qui font le tour de la place Saint-Marc, à Venise.

## Histoire
À l'origine, il s'agit des demeures et des lieux de travail des procurateurs, hauts fonctionnaires de la république de Venise.
Sur les côtés sud et nord de la place se trouvent deux bâtiments de pierre blanche qui se font face, de 150 mètres de long, surplombant une cinquantaine d'arcades. Les premières Procuraties, dont la construction a débuté en 1514, se situe au nord de la place ; elles furent achevées  en 1590. Elles sont appelées Procuratie Vecchie' (Procuraties anciennes) à partir de la construction des Procuratie nuove (Procuraties neuves ou nouvelles), bordant le sud de la place Saint-Marc, commencées en 1582.
Napoléon Bonaparte qui a conquis la ville en 1797, fait raser en 1807 l'église San Geminiano qui fermait la place et relie les deux bâtiments par une nouvelle aile, créant un palais royal où se trouve de nos jours le musée Correr. Il fait également raser les silos à grain séparant les Procuraties du Grand Canal et y installe un jardin à la française.
La décoration de style Empire des Procuraties Nove est coordonnée à partir de 1807 par Giuseppe Borsato, sous la supervision d'Eugène de Beauharnais.
Le dernier doge Ludovico Manin étant déposé, les bâtiments accueillent de nouvelles personnalités, comme la famille des Habsbourg, dont Sissi, Venise devenant une possession autrichienne entre 1815 et 1866.
À la fin des années 2010, les bâtiments sont rénovés par Generali, qui possède la quasi-totalité des bureaux installés autour de la place Saint-Marc, où l'entreprise a ses propres locaux et en loue aux services de police et de la justice. Le pavillon de thé situé dans le jardin doit rouvrir et le bunker datant de la Seconde Guerre mondiale a été détruit. Une orangerie en bois et un pont-levis restauré permettent de joindre la place Saint-Marc à partir des cours intérieures du palais. Generali compte également installer aux Procuraties The Human Safety Net, un projet humanitaire permettant aux réfugiés de créer des start-up, d'aider les enfants défavorisés et de lutter contre la mortalité infantile causée par l'asphyxie périnatale.